# Ranatra montezuma
Ranatra montezuma är en insektsart som beskrevs 1976 av den amerikanska entomologen John T. Polhemus (1929–2013). Arten ingår i släktet Ranatra och familjen vattenskorpioner. Inga underarter finns listade i Catalogue of Life.